# 微塑料

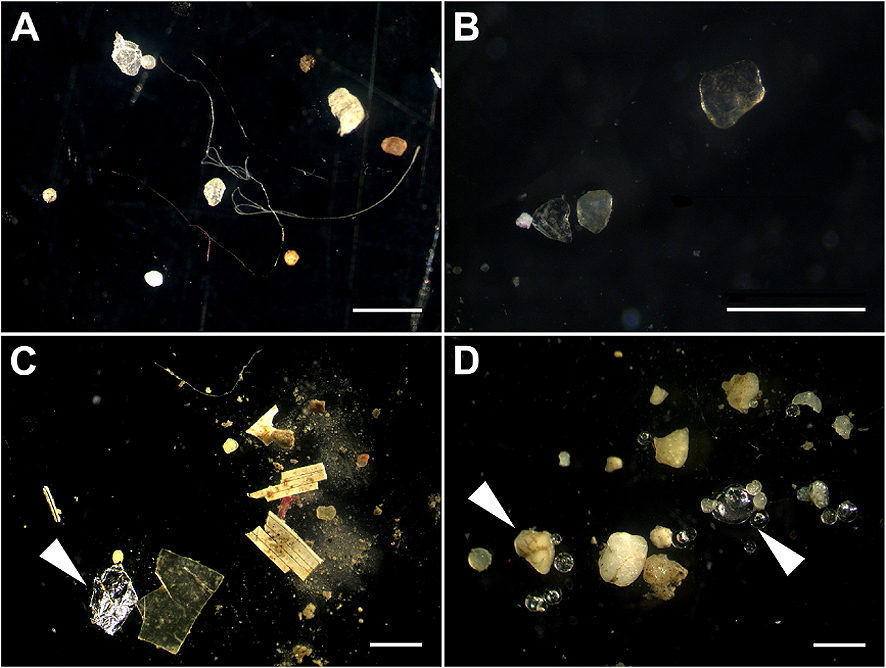
德國四條河流底沉積物中的形狀各異的微塑料。白色箭頭所指向的是金屬、玻璃碎片及沙粒。每張圖右下方的白色橫槓代表長度1毫米。

根據美國國家海洋暨大氣總署（NOAA）和歐洲化學品管理局（ECHA）的定义，微塑料是指直径小于5毫米的塑料颗粒。來源多種（包括建造業、化妝品、服裝、食物包裝和工業流程），當其進入自然生態系統後會造成污染。
i而“大型塑料（macroplastics ）”這個名詞是用於描述較大的塑料垃圾（例如塑料瓶），以與微塑料有所區分。目前公認的微塑料分為兩種 -“ 初級微塑料” ，是在進入環境之前尺寸已是5.0毫米或更小的塑料碎片或是顆粒（包括來自衣服的微纖維、柔珠和塑膠顆粒（Nurdle）)。“ 二次微塑料”，則是較大塑料進入環境後，經風化而降解（分解）者。二次微塑料的來源有水瓶和汽水瓶、漁網、塑料袋、微波用容器、茶包和車輛輪胎磨損所產生者。這兩種微塑料都以大量形式持續在環境中存在，特別是在水域生態和海洋生態系統之中，會造成水污染。海洋微塑料中有35%來自紡織品/服裝，主要是由於聚酯、腈綸或尼龍纖維為主原料服裝的磨損，通常是在洗滌過程中發生。微塑料也會在空氣和陸地生態系統中累積。
由於塑料的降解緩慢（通常需要數百年至數千年），微塑料也會被許多生物體的身體和組織攝入及摻入，之後產生生物積累。來自海洋和地表徑流的有毒化學物質也可在食物鏈中產生生物放大作用。微塑料已被證明會在陸地生態系統中降低土壤生態系統的活力，及降低蚯蚓的體重。微塑料在環境中的循環和運動尚未被清楚了解，但目前已進行研究以調查此現象。中國在2020年對深層海洋沉積物調查的結果，顯示其中有塑料存在，時間遠在塑料發明之前，因此對海洋表層採集樣本調查時，產生是否微塑料會有遭低估的疑問。甚至在遠離源頭的高山中也發現有微塑料存在。 
人體血液中也發現有微塑料存在，但其影響在很大程度上尚屬未知。

## 分類

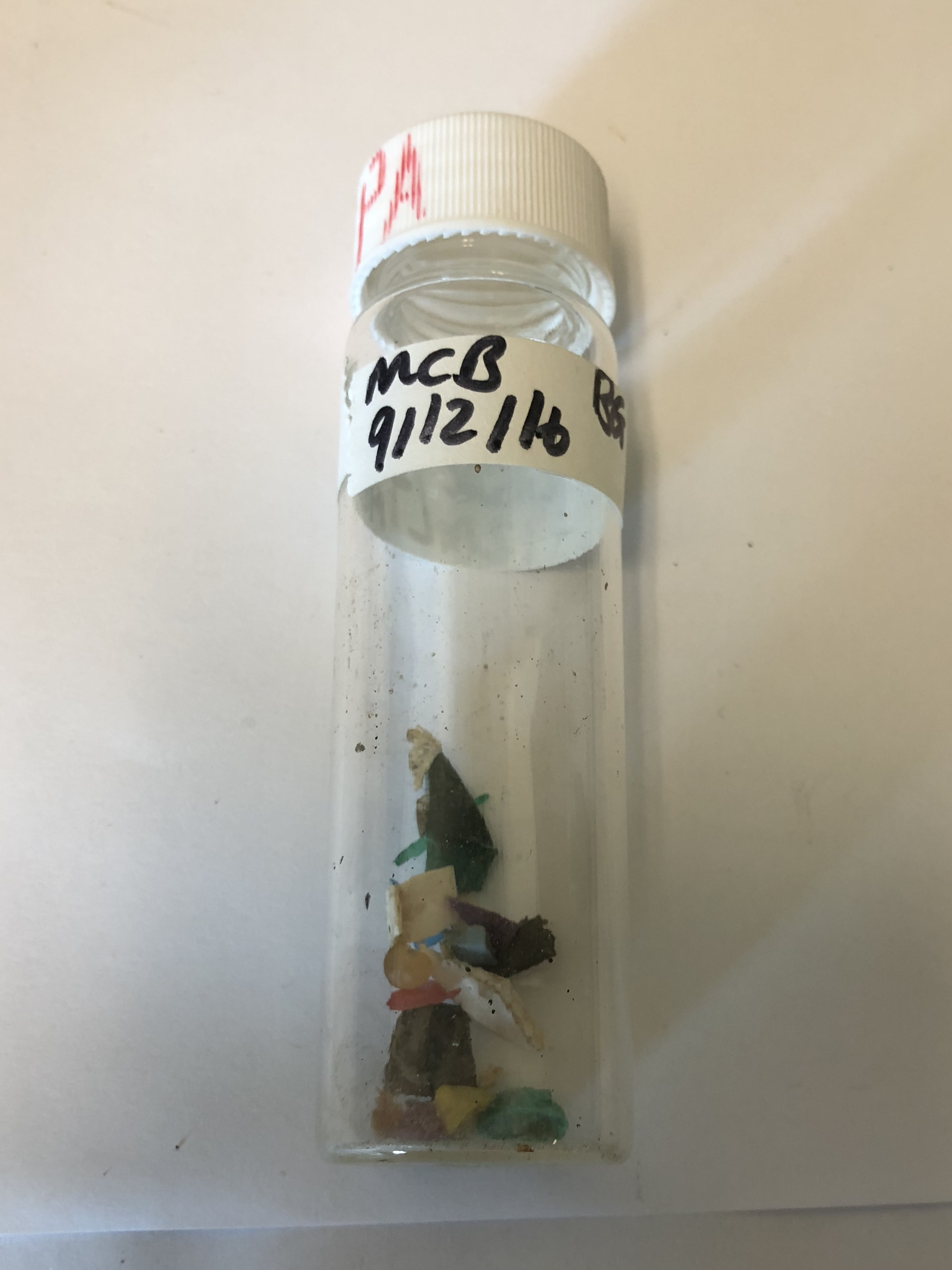
微塑料樣本。

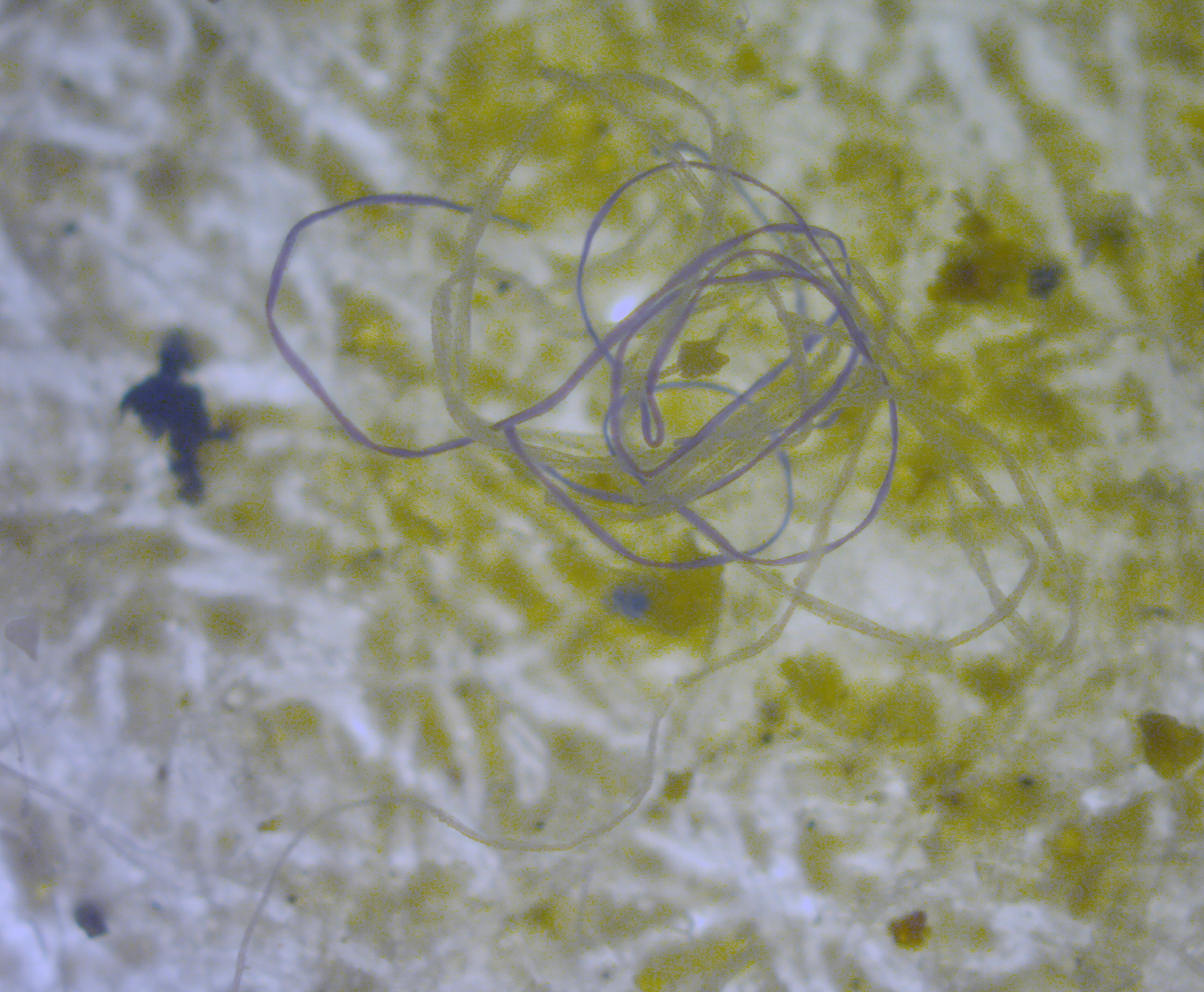
在海洋環境中找到的微塑料。

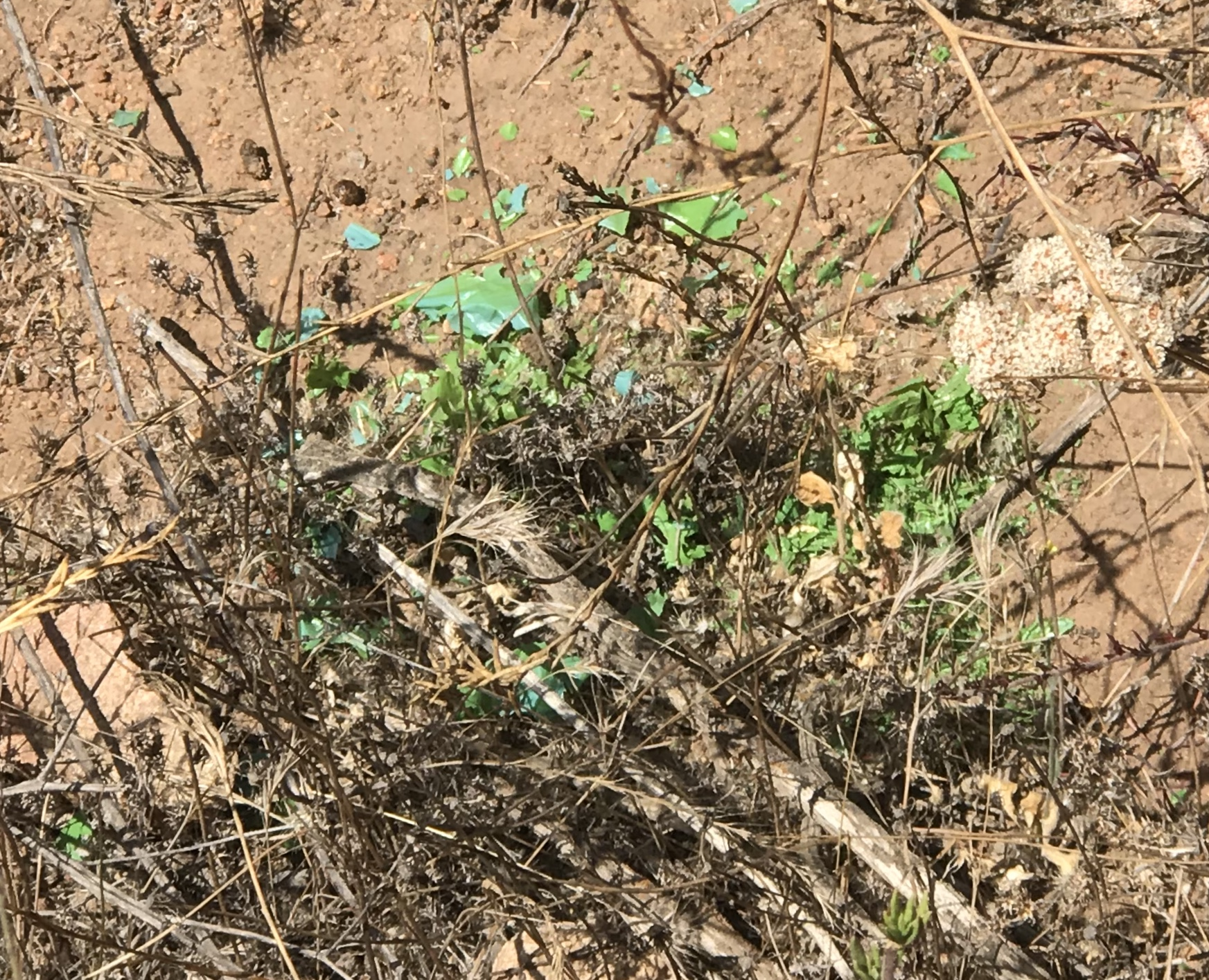
健行小徑路旁的綠色塑料袋，經三個月的光降解，破碎成約2,000片，尺寸約在1到25厘米的碎片。

“微塑料”這個名詞於2004年由英國普利茅斯大學海洋生物學家理查·湯普生教授提出。
微塑料在現代世界裡普遍常見。估計在2014年當時的世界海洋中有15到51兆個微塑料顆粒，重量在93,000到236,000公噸之間。

### 初級微塑料

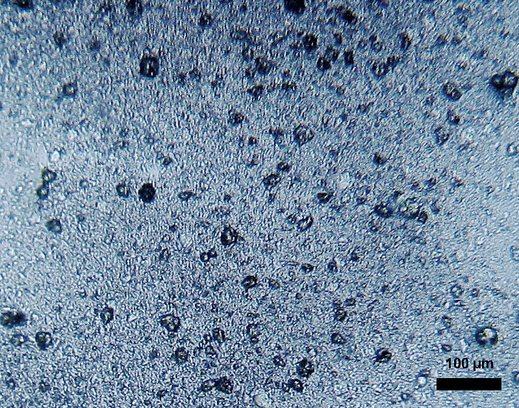
牙膏中以聚乙烯為基底的微塑料顆粒。

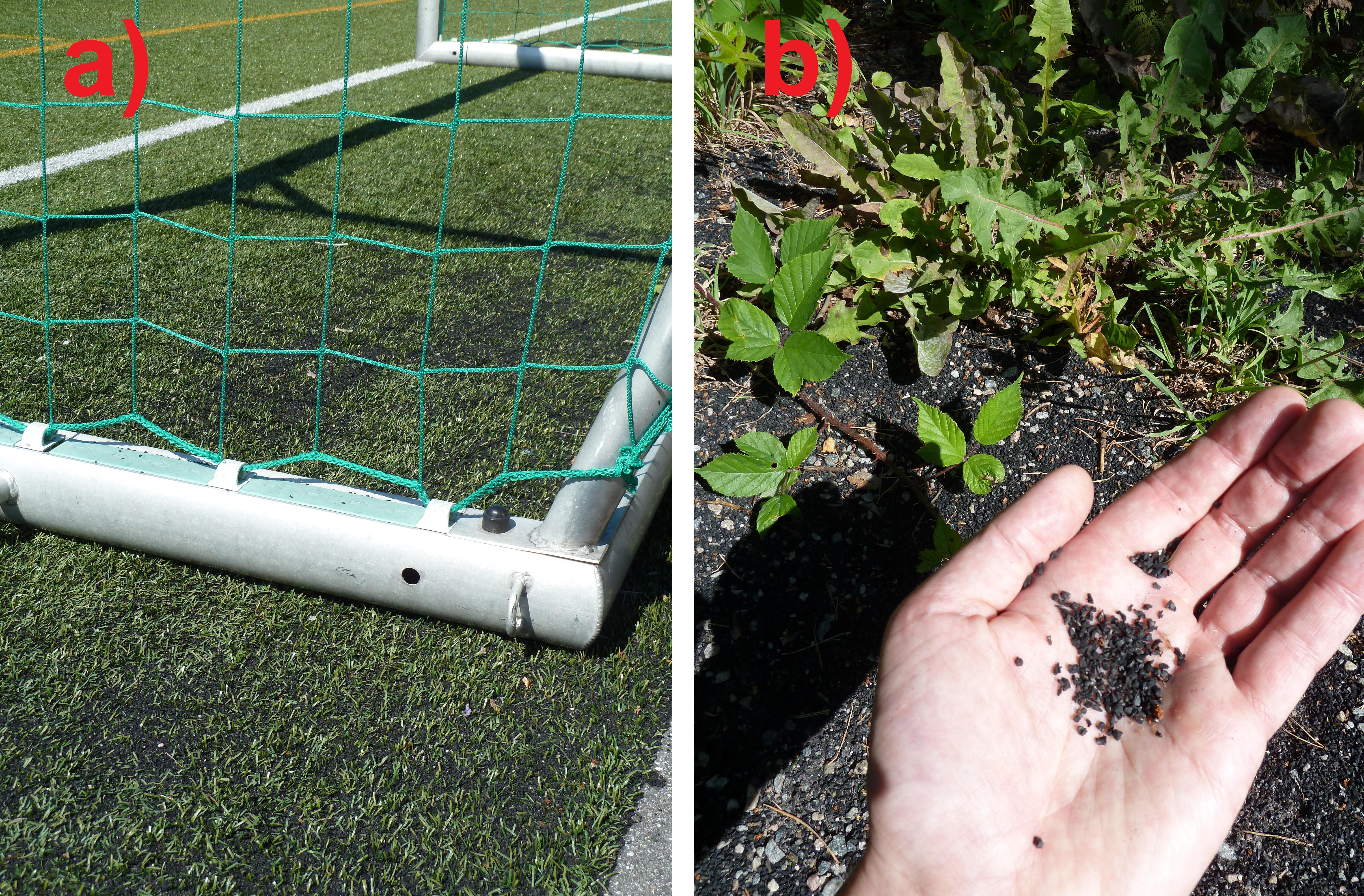
a) 以廢輪胎磨粉製成的足球場人工草皮緩衝物。b) 在球場附近溪流中發現的微塑料（經由雨水沖刷而來）。

通常初級微塑料是刻意製成的小粒塑料。加入洗面乳和化妝品中，或用於噴砂作業。也有關於作為醫學藥物載體的報導。含有微塑料的“洗滌劑”，用作去角質洗手液和臉部磨砂膏，已取代傳統上使的天然成分（例如磨碎的扁桃殼、燕麥片和浮石）。用於噴砂的初級微塑料，是在機械、發動機和船體上噴以含有腈綸、三聚氰胺或聚酯微塑料的洗滌劑，用來去除鏽跡和油漆。這些洗滌顆粒被反覆使用，直到尺寸變小，且喪失切割功能，這些顆粒經常受到鎘、鉻和鉛等重金屬的污染。許多公司已承諾減少柔珠的產量，但許多取而代之的生物塑料柔珠仍具有較長降解的生命週期。

### 二次微塑料
二次塑料是由較大的塑料廢棄物分解而成的小片塑料。在時間演進之中，歷經物理、生物和化學光降解（包括由陽光照射引起的光氧化），這些碎片的結構最終降低到肉眼無法察覺到的大小。 這種過程稱為破碎化（fragmentation）。微塑料被認為會再進一步降解成尺寸更小的程度，但據報導，目前在海洋中檢測到最小微塑料的直徑為1.6微米（6.3×10−5英寸）。破碎化持續進行是導致各處普遍均有各式形狀微塑料的原因。 據觀察，無論在海水或是淡水中，由可生物降解聚合物所形成的微塑料數目，遠高於由不可生物降解聚合物所形成的。

### 其他來源：磨損產生的副產品/粉塵排放
產生初級和二次微塑料的來源有無數種。合成材料衣物經洗滌後，會產生塑料微粒，並進入環境。含有合成丁苯橡膠的車輛輪胎在運行過程中會因磨損，而成為微小的塑料和橡膠顆粒。此外，用於製造其他塑料產品時而產生的2.0-5.0毫米的塑料顆粒，由於溢出和其他事故而進入生態系統。挪威環境局在2015年初發布一份關於微塑料的審查報告中指出，把這些來源歸類為主要來源較為清楚，只要這些微塑料是人類社會自“管道源頭”就開始發生，並且本質是人類使用材料和產品的結果，而非在自然界中的再次破碎化而成。

### 納米塑料
根據使用中的定義，納米塑料的尺寸小於1微米或小於0.1微米。
對環境中納米塑料有多種臆測，從微塑料破碎過程中的短暫副產品，到其具有高度和不斷上升的濃度，之後成為一種無形的環境威脅。在北大西洋馬尾藻海中已證實有納米塑料存在。拉曼光譜與光鑷（拉曼鑷子（Raman Tweezers））以及納米傅立葉轉換紅外光譜或原子力紅外線納米光譜在不久的將來有甚大機會可作為測量環境中納米塑料數量的工具。螢光是種獨特，可用來識別納米塑料和將其量化的工具，可因此而開發出快速、簡單、廉價和靈敏的方法。
納米塑料被認為會對環境和人類健康構成威脅。由於尺寸極小，可穿過細胞膜而影響細胞的功能。納米塑料具有親脂性，電腦模型顯示聚乙烯納米塑料可摻入磷脂雙分子層的疏水效應核心。納米塑料還被證明可穿過魚的上皮細胞膜，在膽囊、胰臟和大腦等器官中累積。關於納米塑料對生物體（包括人類）的不良健康影響，目前知之甚少。在斑馬魚中，聚苯乙烯納米塑料可誘導改變葡萄糖和皮質醇水準的壓力反應途徑，這可能與壓力階段的行為變化有關聯。 聚苯乙烯納米塑料被淡水水蚤攝入，其生長和繁殖會受到影響，並誘導壓力防禦，包括活氧性產生，並影響其MAPK-HIF-1 / NFkB介導的抗氧化系统。

## 來源
大多數微塑料污染的來源是紡織品、輪胎和城市灰塵，這些在環境中微塑料的佔比達80%以上。微塑料的存在通常是透過水生研究來確定。包括採集浮游生物樣本、分析沙質和泥質沉積物、觀察脊椎動物和無脊椎動物的攝食，以及評估化學污染物的相互作用。通過這樣的方法，顯示出環境中存在多個微塑料的來源。
根據2017年國際自然保護聯盟的報告，微塑料佔太平洋垃圾帶污染的比例高達30%，在許多已開發國家，微塑料在污染海洋的來源上比可見的大塊海洋垃圾佔更大的比率。

### 建造業
建造業以及動力工具和手工具的使用是微塑料的一個重要來源，而微塑料亦可於建築廢料中找到。

### 汽車和卡車輪胎
由於輪胎會磨損，導致極大量（微）塑料進入環境。估計丹麥每年排放進入環境的微塑料在5,500至14,000公噸之間。二次微塑料（例如來自汽車和卡車輪胎或鞋類的磨損）比初級微塑料多了兩個數量級。這項研究未把環境中較大塑料降解而形成的微塑料考慮在內。
估計人均道路相關磨損排放量在0.23至4.7公斤/年之間，全球平均水平為0.81公斤/年。汽車輪胎（磨損達到100%）的排放量遠高於其他相關的微塑料來源，例如飛機輪胎（2%）、人造草坪（磨損12-50%）、剎車片（磨損8%）和路面標記（磨損5%）。就路面標記而言，最近的實地研究，顯示因有一層玻璃珠的保護，它們產生的數量僅為0.1至4.3克/人/年，在所有二次微塑料污染排放中的佔比僅為0.7%。此數值與另一些估計結果一致。
排放和途徑取決於當地道路類型或污水處理系統。據估計，全球輪胎磨損在最終流入海洋的塑料中佔比為5-10%。估計在空氣中有3–7%的懸浮微粒 (PM2.5) 源自輪胎磨損，對於世界衛生組織（WHO）預測全球在2012年有300萬人因懸浮微粒而死亡的結果，輪胎磨損也是元兇之一。輪胎磨損造成的污染也會進入食物鏈，但需進一步研究，以評估其對人類健康的風險。

### 服裝
研究顯示許多合成纖維，如聚酯、尼龍、腈綸和氨綸，會從衣服上剝落而持續在環境中存在。每件衣服都會脫落1,900多根微塑料纖維，其中羊毛脫落的纖維的數量最高，比其他材料多出170%。每次平均洗滌6公斤（13磅）衣物，可釋放超過700,000根纖維。 
洗衣機製造商還對洗衣機做過是否可降低超細纖維排放量的研究，以降低事後污水處理廠的處理工作。
這些微纖維被發現存在於從浮游動物起到大型動物（如鯨魚）的整個食物鏈中。貫穿整個紡織行業的主要纖維是聚酯，它是種廉價的棉花替代品，易於製造。但這類型纖維造成極大量微塑料在陸地、空中和海洋生態系統中持續存在。洗衣過程中使用每升水，平均會脫落超過100根纖維。這可能與所釋放的單體、分散染料、固染劑和塑化劑導致的健康影響有關聯。這類纖維已被證明佔室內環境中所有纖維的33%。
對人類在室內和室外環境中的平均暴露量研究，發現室內的密度為1.0-60.0纖維/立方米，而室外密度則低得多，僅0.3-1.5纖維/立方米。室內沉積速率為每天1,586-11,130根纖維/立方米，累積成為約190-670纖維/毫克的粉塵。

### 化妝品產業
一些公司使用微塑料以取代天然去角質成分，通常以“柔珠”或“微去角質”的形式出現。這些產品通常由常見的聚乙烯製成，但也可由聚丙烯、聚對苯二甲酸乙二酯 (PET) 和尼龍製成。這些材料經常出現在洗面乳、洗手液和其他個人護理用品之中。這些小顆粒通常在使用後會立即被沖入污水系統。由於體積過小，無法完全被廢水廠的初步濾網截留，而有些最終會進入河流和海洋。事實上，由於污水處理廠的設計，平均只能去除95–99.9%的柔珠。隨每升水排出的柔珠平均有0-7個。估計美國每天大約可處理160萬億升水，因此每天約有8兆微珠被釋放到進入水道。這個數字不包括在廢水處理後被重新用作肥料的污泥，已知這些污泥仍然含有柔珠。
雖然許多公司已承諾逐步停止在產品中加入柔珠，但根據研究，至少有80種不同的臉部磨砂產品仍使用微珠作為主要成分。導致僅英國就會每年會排放80公噸柔珠，不僅對野生動物和食物鏈產生負面影響，而且還會對毒性水準產生影響，因為柔珠已被證明會吸收危險化學品，例如殺蟲劑和多環芳烴。ECHA的限制提案以及聯合國環境署 (UNEP) 和荷蘭顧問公司TAUW的報告，均顯示有超過500種微塑料成分被廣泛用於化妝品和個人護理用之中。
縱然把柔珠從從化妝品中去除，但其中仍有含有塑料。例如丙烯酸-丙烯酸酯共聚物（acrylates copolymer），受其污染後會對水道和動物造成毒性影響。丙烯酸-丙烯酸酯共聚物在用於個人護理用品時也會釋放苯乙烯單體，會增加人類罹患癌症的機率。像紐西蘭般會禁止使用柔珠的國家，通常會忽略其他聚合物（例如丙烯酸-丙烯酸酯共聚物），這類物質對人類和環境同樣有毒。

### 漁業
休閒和商業捕魚、海洋船舶和海洋產業都是塑料的來源，直接進入海洋環境，既包括大型塑料，也包括長期降解後的二次微塑料，對生物群系構成威脅。在海灘上的海洋廢棄物也是由近海和洋流帶來的垃圾擱淺形成。漁具也成為海洋塑料廢棄物的來源。丟棄或丟失的漁具，包括塑料單股漁線和尼龍漁網（有時稱為幽靈漁網），通常具有中性浮力，因此可在海洋中不同的深度內漂浮。多個國家報告稱在不同類型的海產品中，已有工業和其他來源的微塑料積累。在印尼，55%的魚類身上均有人造廢棄物的證據，類似於美國（佔比則達到67%）。然而在印尼的大部分廢棄物是塑料，而在北美地區，大部分是在衣服和某些網類中的合成纖維。魚類受微塑料污染的結果是這些塑料及其化學物質將在食物鏈中作生物累積。
一項研究對短尾水薙鳥胃中稱為多溴二苯醚 (PBDE) 的塑料衍生化學物質做分析。研究發現其中四分之一含有高溴化同系物，而這些同系物在鳥類的獵物中並非天然存在。既然在鳥類胃中發現有此類化學物質。即表示透過食物鏈轉移的不僅是塑料，還有塑料中的化學物質。

### 製造業
塑料製品通常是以顆粒材料和小樹脂顆粒來製作。2019年的世界塑料產量為3.68億噸；51%在亞洲生產。中國是世界上最大生產國，佔世界總量的31%。這些原材料由於在陸路或海上運輸過程中發生意外而洩漏、不妥的包裝以及從加工廠直接流出，會進入水域生態系統。瑞典環保組織KIMO Sweden使用80微米網眼的篩網對瑞典水域進行評估時，發現典型的微塑料密度為每立方米150-2,400個微塑料。在塑料生產設施附近的港口，密度則為每立方米102,000。
許多經常使用塑料作原料的工業場所都位於交通方便的水體附近。如果在生產過程中發生溢出，這些材料就會進入周圍環境，而污染水道。“最近美國化學理事會和塑料產業協會提出一項聯合倡議 - Operation Cleansweep ，目的在促使整個產業的業者承諾在其運營過程中實現零顆粒損失。”但總體而言，針對會導致微塑料污染的特定產業和公司的研究非常缺乏。

### 包裝和運輸
航運是造成海洋污染的重要原因。一些統計數據顯示在1970年，世界各地的商業船隊向海洋環境傾棄超過23,000噸塑料垃圾。在1988年簽訂的《防止船舶污染國際公約（MARPOL 73/78，附 V）禁止船舶把廢棄物傾倒進入海洋環境。美國在1987年通過的海洋塑料污染研究和控制法案（ Marine Plastic Pollution Research and Control Act of 1987）禁止船舶（包括海軍艦艇）在海中排放塑料。 但航運業仍是塑料污染的主要來源，在1990年代初期即傾棄約650萬噸塑料進入海洋。研究顯示在夏威夷海灘上發現的塑料中約有10%是塑料顆粒。在2012年7月24日，香港經歷一場大風暴後，有150噸塑料顆粒和其他塑料原料從附近海岸的船上溢出。據報導，這批來自中國石化公司的塑膠廢棄物大量堆積在海灘上。這事件是一起大型洩漏事件，研究人員推測還有更小的事故發生，而進一步加劇海洋微塑料污染。

### 個人防護裝備

#### 口罩
自COVID-19大流行出現以來，醫用口罩使用量急劇增加。一次性口罩由聚合物如聚丙烯、聚氨酯、聚丙烯腈、聚苯乙烯、聚碳酸酯、聚乙烯或聚酯製成。口罩的生產、消費和事後亂扔的情況增加，導致環境中塑料廢棄物增加，為環境污染增添挑戰。一次性口罩經降解後可分解成更小的顆粒（小於5毫米），成為新的微塑料來源。
致力於倡導和研究海洋污染的組織Oceans Asia於2020年2月發布的報告證實，“香港周圍的海洋中已存在不同類型和顏色的口罩”。

### 塑料

#### 瓶裝水
有項對11種不同品牌的瓶裝水做研究，其中93%顯示有微塑料污染。研究人員發現平均每升有325個微塑料顆粒。在受測品牌中，雀巢的Pure Life和德國品牌Gerolsteiner的微塑料含量最高，分別為每升930和807個微塑料顆粒 (MPP/L)。義大利品牌聖沛黎洛的微塑料密度最低。瓶裝水含微塑料的數量為自來水的2倍。一些污染可能是在裝瓶和包裝時發生。

#### 嬰兒奶瓶

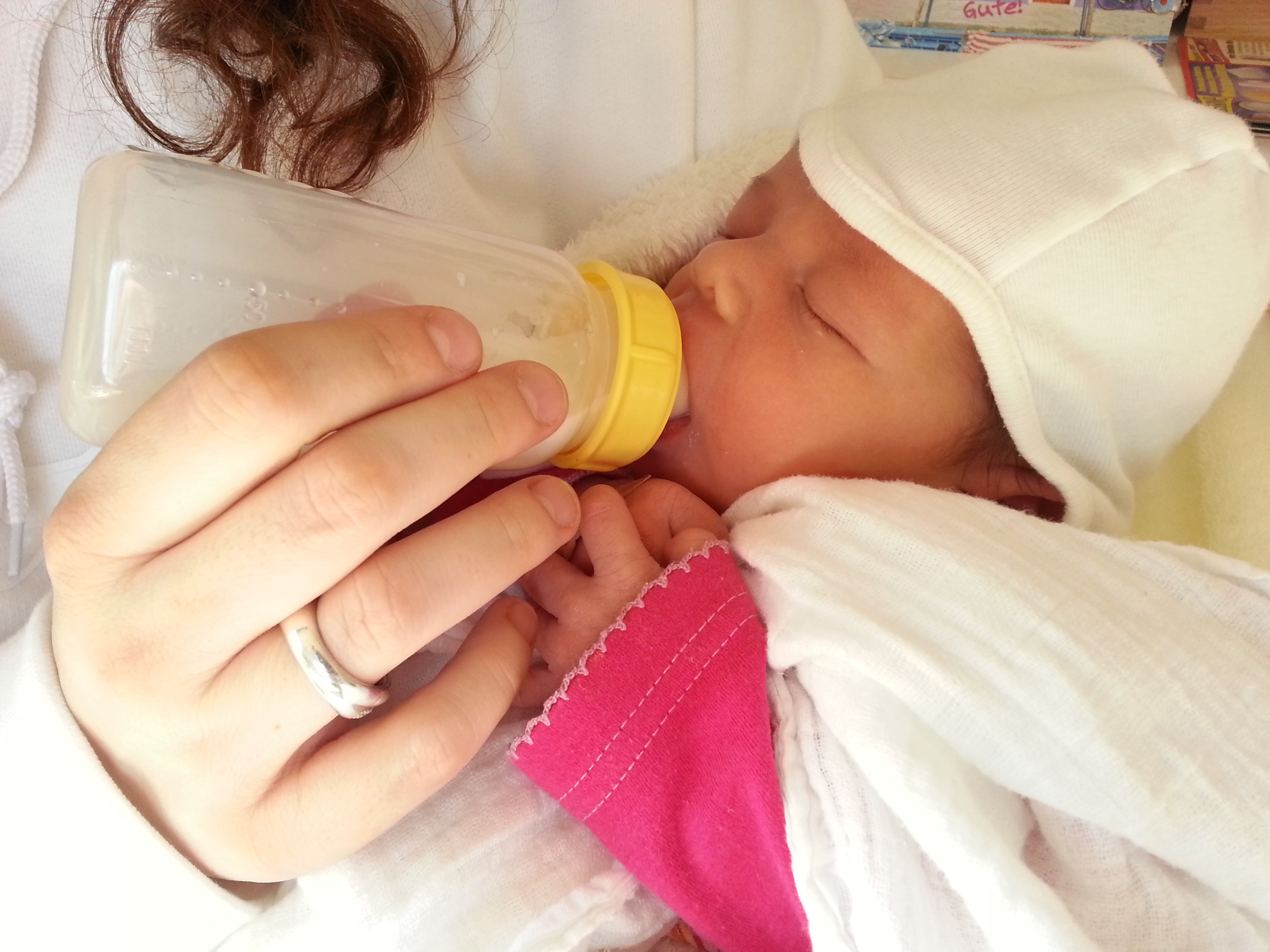
以奶瓶為新生嬰兒餵奶。

研究人員在2020年報告稱，在48個地區，採用現代製備生產的聚丙烯嬰兒奶瓶會導致嬰兒人均每天接觸14,600至4,550,000個微塑料顆粒。受較熱的液體影響，奶瓶會釋放更多的微塑料，與其他聚丙烯產品（如午餐盒）類似。意外的是研究人員在2021年發現，矽氧樹脂嬰兒奶瓶的奶嘴會因反覆以蒸汽滅菌而退化，而脫落微米級和納米級的矽氧樹脂顆粒。據估計，嬰兒使用這種熱降解的奶嘴，一年內會攝入超過660,000個顆粒。

#### 一次性塑料製品

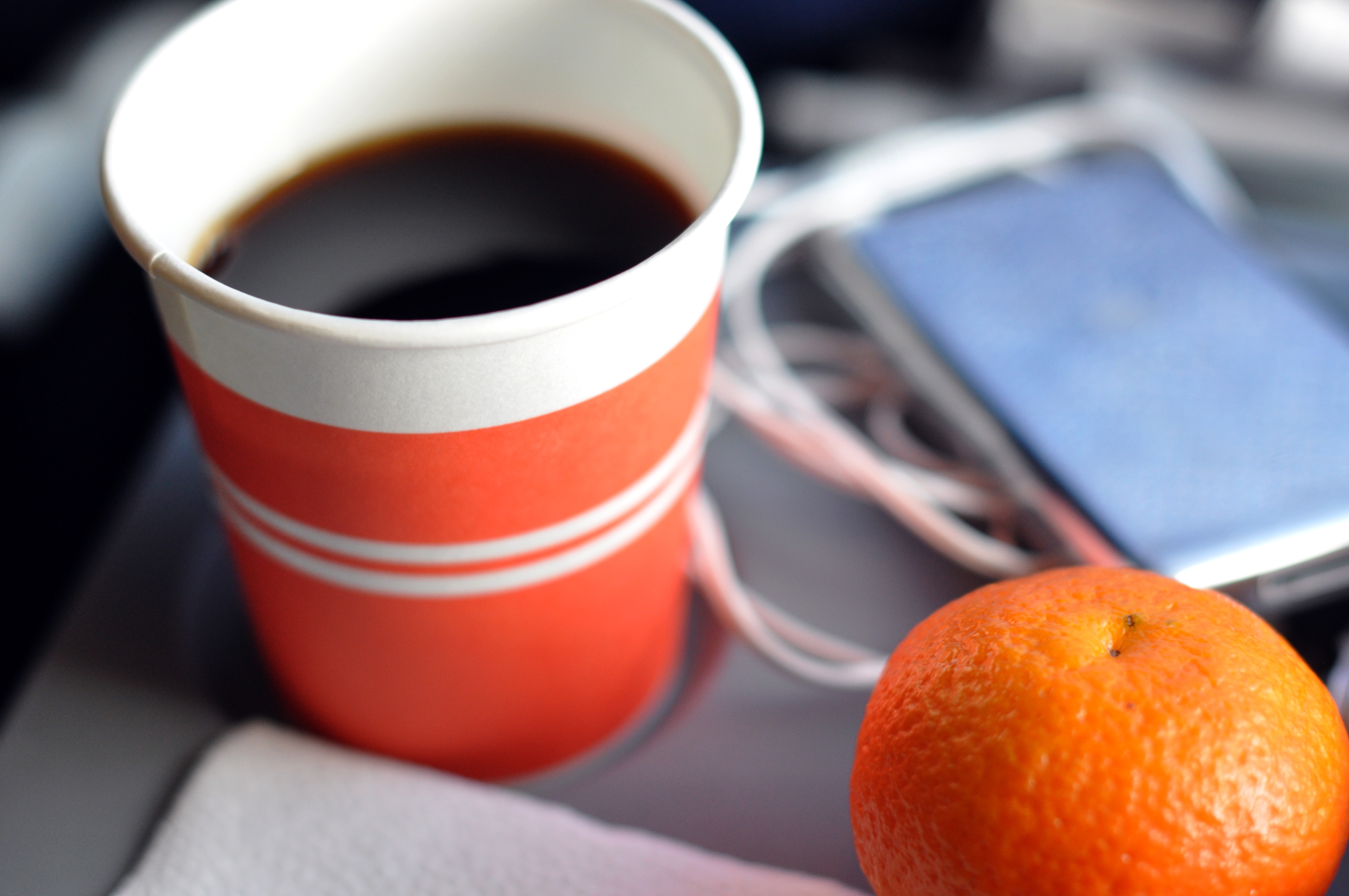
傳統的紙質咖啡杯會釋放出許多微塑料。

普通的一次性塑料製品 - 例如內部襯有塑料薄膜的紙質咖啡杯 - 在正常使用過程中每升會釋放數兆個微塑料納米顆粒進入杯中。一次性塑料產品會讓微塑料進入水生環境，“在地方及州層級制定政策以減少一次性塑料使用，是有效解決塑料污染的做法”。

### 污水處理廠
污水處理廠，(Sewage treatment，也可寫為wastewater treatment plants （WWTP））會利用各種物理、化學和生物程序去除污水（主要是生活污水）中的污染物。已開發國家的大多數工廠都有初級和二級處理設施。在初級處理，會使用傳統的過濾裝置、澄清裝置和沉澱池去除油、砂和其他大的固體。 二級處理使用涉及細菌和原生動物的生物過程來分解有機物。常見的二級技術是活性污泥系統、滴濾池和人工濕地。 可選用的三級處理可包括去除營養物（氮和磷）和消毒的程序。
在污水處理廠中的初級和二級處理時都可檢測出微塑料。在1998年所做的一項開創性研究顯示，污泥和廢水處理廠排放口的微塑料纖維將成為一種持續性指標。一項研究估計，當去除效率約達99.9%時，每升水中約有一個塑料顆粒會被釋放回環境中。在2016年所做的一項研究顯示，大多數微塑料實際上是在初級處理階段時，已受固體撇渣和污泥沉澱程序而去除。當污水處理廠的處理設施正常運行時，進入海洋和地表水環境的微塑料數量不會特別大。
有些國家會用污泥作肥料使用，而讓存在污泥中的塑料暴露在天氣、陽光和其他生物因素下，導致破碎化。而包含在這些生物固體的微塑料通常最終仍會進入雨水渠，再進入水體。此外，一些研究顯示微塑料確實會穿過某些污水處理廠的過濾設備。根據英國一項從六大洲沿海污水污泥處置場採樣的研究，平均每升含有一個微塑料顆粒。這些顆粒有很大部分是洗衣機排水中的紡織品纖維。

## 對環境的影響
根據歐盟科學諮詢機制在2019年發布的科學證據綜合審查，現在環境中每處均有微塑料存在。雖然目前尚無證據顯示微塑料污染會帶來廣泛的生態風險，但如果以目前的增長速度持續下去，風險可能會在一個世紀內普遍發生。 
2008年在華盛頓大學塔科馬校區舉行名為微塑料海洋垃圾的發生、影響和歸宿國際研究研討會（International Research Workshop on the Occurrence, Effects and Fate of Microplastic Marine Debris），參與者的結論認為微塑料是海洋環境中的一個問題，原因為：
- 海洋環境中有記錄在案的微塑料蹤跡，
- 這些粒子在海中長時間存留（因此，它們會隨時間累積），以及
- 這些顆粒會被海洋生物攝入。

迄今的研究主要是集中在較大的塑料製品上。海洋生物面臨的廣泛問題是纏繞、吞食、窒息和通常因身體衰弱而造成的死亡和/或擱淺，而引起公眾的嚴重關注。相較下，微塑料小於5毫米，通常肉眼看不見，不起眼。這種尺寸的顆粒會受到更廣泛的物種攝入，從食物鏈底層滲入而嵌入動物組織之中，卻無法透過肉眼檢測。
此外，塑料降解和長期釋放污染，其後果大多受到忽視。目前環境中已有大量塑料，在逐步降解之中，經過多年的崩解後會釋放出有毒化合物，這現象被稱為毒性債務（toxicity debt）。
微塑料不僅存在海洋中，在淡水系統中也可檢測到微塑料，包括（歐洲、北美洲、南美洲、亞洲和澳大利亞）的草沼、溪流、池塘、湖泊和河流。從美國六個州的29個五大湖支流所收集的樣本中均發現含有塑料顆粒，其中98%是微塑料，尺寸從0.355毫米到4.75毫米不等。

### 生物體內生物整合
微塑料可經攝入或呼吸而後嵌入動物的組織中。各種環節動物，例如以沉積物為食的沙蟲 (Arenicola marina)，已被證明在消化道中嵌有微塑料。許多甲殼動物，如普通濱蟹（Carcinus maenas），已被發現有微塑料整合到它們的呼吸道和消化道中。塑料顆粒經常被魚誤認為食物，它們的消化道會受阻塞，而向大腦發送不正確的進食信號。 但新的研究顯示魚是無意間，並非有意攝入微塑料。

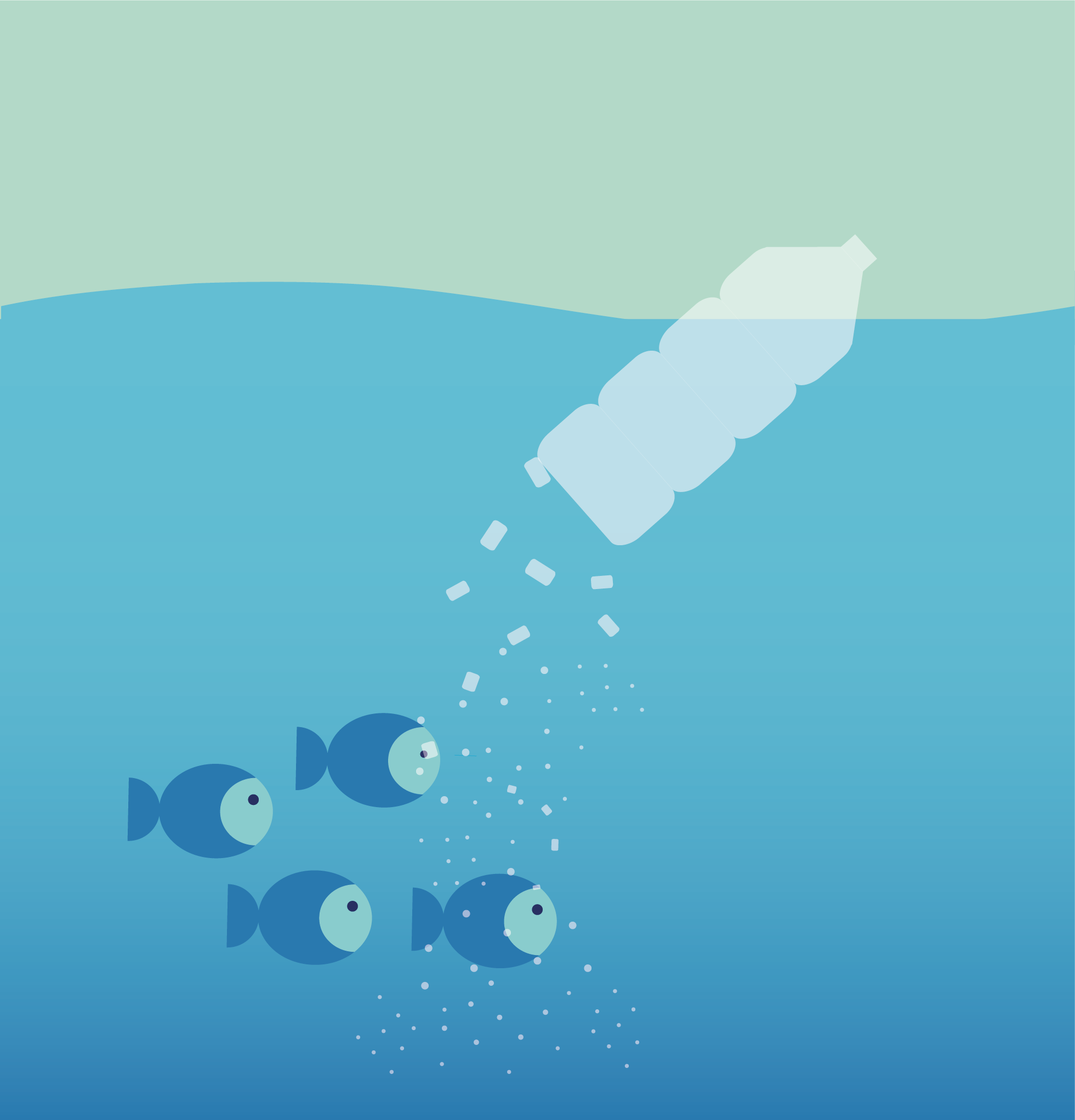
海中的塑料容器分解為微塑料，而對水生生物產生影響。

有些珊瑚，如疣鹿角珊瑚也被發現會攝取微塑料。 微塑料可能需要長達14天才會通過（正常消化期為2天），但糾結在水生動物鰓中的顆粒就無法完全去除。 當身上有微塑料的動物被捕食者吃掉時，微塑料就會被納入更高營養級捕食者的體內。例如科學家報告說燈籠魚的胃裡有塑料堆積，燈籠魚是小型濾食動物，是鮪魚和劍旗魚等商業魚類的主要獵物。
微塑料還會吸收轉移到生物體組織中的化學污染物。由於微塑料會讓這些小動物誤認自己已吃飽，而導致飢餓或其他身體傷害（包括死亡）的風險。。
在阿根廷海岸線拉布拉他河口進行的一項研究發現，11種沿海淡水魚的內臟中存在微塑料。這11種魚類代表四種不同的攝食習性：食碎屑性、食浮游生物性、雜食性和食魚性。這項是迄今為數不多，顯示淡水生物攝入微塑料的研究之一。
底棲攝食者如海參等是非選擇性食腐動物（以海底廢棄物為食），會攝取大量沉積物。已發現四種海參（Thyonella gemmate、Holothuria floridana、H. grisea和Cucumaria frondosa），根據每次攝入沉積物中的塑料與沙粒的比例，它們攝入的聚氯乙烯（PVC）碎屑增加2到20倍，尼龍線碎屑增加2到138倍（每個生物體有517根纖維）。這些結果顯示海參可能會選擇性攝入塑料顆粒。這與公認的海參不分青紅皂白的餵食策略有衝突，並且可能同樣會發生在所有假定的非選擇性攝食者中。
雙殼類動物是重要的水生濾食動物，也被證明會攝取微塑料和納米塑料。 當接觸微塑料後，這類類動物的過濾能力會下降。結果發生多重級聯效應，例如免疫毒性和神經毒性。 由於吞噬作用和NF-κB基因活性降低，導致免疫功能下降。神經功能受損是ChE和神經遞質調節酶受抑制的結果。 當雙殼類動物暴露於微塑料時，也會經歷氧化應激，顯示體內化合物解毒的能力受損，最終會損害 去氧核醣核酸（DNA）。雙殼類的配子和幼蟲暴露於微塑料時，也會受損。發育停滯率和發育畸形率增加，而受精率下降。 當雙殼類動物在實驗室環境中暴露於微塑料以及其他污染物（例如持久性有機污染物（POPS）、汞或碳氫化合物）時，毒性作用會加劇。
不僅魚類和自由活動的生物體會攝取微塑料。連礁岩的主要組成者石珊瑚已被證明會在實驗室條件下攝取微塑料。雖然尚未對攝入的影響做過研究，但珊瑚容易變得緊張和慘白。在實驗室經暴露後，微塑料會粘附在珊瑚的外部。粘附在珊瑚外部可能有害，因為珊瑚無法處理其體外的沉積物或懸浮微粒，也無法分泌粘液將其剝離，在此過程中會消耗能量，增加死亡的可能性。
海洋生物學家在2017年發現，在貝里斯海岸外的通妮芙環礁，四分之三的水底海草上粘有微塑料纖維、碎片和珠子。塑料件上長滿外生生物（自然粘附在海草上的生物）。海草是珊瑚礁生態系統的一部分，鸚哥魚以其為食，而鸚嘴魚又是人類的食物。這些發現發表在《海洋污染公報》上，可能是“首次在水生維管植物上發現微塑料……[並且]是在世界任一處海洋植物中第二次發現微塑料。”
受到傷害的不僅是水生動物。微塑料會阻礙陸生植物和蚯蚓的生長。
在2019年，歐洲普通蠑螈 (Triturus carnifex) 首次被報導其胃中內容物裡面發現有微塑料。這也是全球有尾目動物的首個證據，強調即使在偏遠高海拔的環境中，新出現的塑料問題仍是種威脅。 
浮游動物攝取微塑料珠 (1.7–30.6毫米) 並排泄含有微塑料的糞便。跟隨攝入，微塑料會粘附在浮游動物的附肢和外骨骼上。浮游動物和其他海洋生物會攝食微塑料，因為微塑料會釋放出類似的信息化學物質，特別是二甲硫醚，如同浮游植物發出的一樣。
常用於製作塑料袋、食品儲存容器和瓶蓋的塑料，如高密度聚乙烯 (HDPE)、低密度聚乙烯 ( LDPE) 和聚丙烯 (PP) 均會產生二甲硫醚氣味。 在浮游生物和海藻中發現有綠色和紅色的塑料細絲。
不僅動植物會攝取微塑料，一些微生物也生活在微塑料表面。根據一項在2019年所做的研究，這種微生物群落形成一層黏性的生物薄膜，這種獨特的結構具有特殊的風險，因為微塑料生物薄膜已被證明可提供新的定殖棲息地，增加不同物種之間的重疊，因此會經水平基因轉移而傳播病原體和抗生素抗藥性基因。而後由於水道的快速移動，這些病原體會非常迅速從起源地移動到並無自然存在特定病原體之處，導致疾病傳播。

#### 人類
根據歐盟科學諮詢機制在2019年發布的科學證據綜合審查報告，“人們對納米塑料和微塑料對健康的風險知之甚少，已知的部分則充滿相當大的不確定性”。審查的作者將主要局限性確定為當前的研究品質或方法。評論的結論認為由於“毒藥由劑量決定”，“在得出關於‘真實’人類風險的可靠結論之前，有必要了解在精心挑選的人體模型中，由不同大小形狀類型的N-甲基吡咯烷酮（NMP）組合的潛在毒性模式可達到的程度。
目前人類攝入微塑料的平均/中位數量被認為尚處於安全的水準；但有些人有時可能會超過這些限制；其影響（如果有的話）尚未知。目前尚不清楚微塑料是否，以及在何種程度上在人體內作生物累積。2022年的研究報告首次發現22名健康志願者中有17人的血液中存在聚合物。塑料顆粒的總可量化密度平均值為1.6毫克/升。該研究的既定目的是開發一種取樣和分析方法，用於檢測人體血液中的塑料。
最近的一項亞慢性研究，調查食品中甲基丙烯酸甲酯基底的聚合物微珠（> 10微米（用於治療目的），發現除胃腸道外，並無在小鼠其他器官中發生生物累積的跡象。魚類和甲殼類動物攝入的微塑料隨後作為食物鏈的末端被人類攝入。微塑料存在於空氣、水和人類的食物中，尤其是海鮮，但吸收和保留的程度尚不清楚。通過食物攝入的微塑料可能相對較少。例如，雖然已知貽貝會積聚微塑料，但估計人類接觸的家庭灰塵中微塑料會比食用貽貝攝取的更多。
微塑料主要存在三個令人擔憂的所在：塑料本身可能對人體生理有某種程度的影響，微塑料可能與環境中的重金屬或其他化合物形成複合物，並作為帶入體內的載體，而同時微塑料可能成為病原體的載體。目前尚不清楚接觸環境中的微塑料水準是否會對人類構成“真正的”風險；對這項主題的研究尚在進行中。

### 持久性有機污染物和新興有機污染物
塑料顆粒可能會把附著在其表面的化合物（例如存在環境中，或是周圍海水中持久性有機污染物（POPS）和新興有機污染物）作[吸附]]，以高密度度形式輸送。微塑料可作為從環境把POPs轉移到生物體的載體。 最近的文章還顯示微塑料會吸附新興有機化學品，例如藥物和個人護理用品。 吸附能力受水的基質、pH值、離子強度和微粒老化程度的影響。 
在製造過程中使用的添加劑可能會在塑料攝入後滲出，而會對生物體造成嚴重傷害。添加劑中的內分泌干擾素會影響人類和野生動物的生殖健康。 
從礦物油中提取的聚合物，絕大部分均無法生物降解。以天然聚合物製造的塑料現正開發中，這些新材料可減少產品的碳足跡，降解後不會產生有毒物質，但仍有實用性，但成本方面的問題需要解決。

## 微塑料無處不在
在加拿大戴爾豪斯大學取得博士學位的史蒂夫·艾倫（Steve Allen）（一位在高山中發現微塑料研究報告的主要作者）說：“塑料從海洋中飛到那麼高的空中 - 這表明此物質最終不會下沉。只是處於無止境的循環狀態。”

### 空氣中
在大氣中，以及室內外的空氣中均可檢測到微塑料。一項在2019年所做的研究發現微塑料會隨風輸送到偏遠地區。 一項在2017年所做的研究發現室內空氣中的微纖維密度在每立方米1.0到60.0根之間（其中33%是微塑料）。另一項針對德黑蘭街道灰塵中微塑料所做的研究，在10個街道灰塵樣本中發現有2,649個微塑料顆粒，樣本密度範圍為每30.0克灰塵中有83個至605個顆粒 (±10)。 在雪的樣本中也發現微塑料和微纖維，在遠離其源頭的高山“清潔”空氣中也發現有微塑料和微纖維。就像針對淡水生態系統和土壤一樣，需要進行更多的研究來了解空氣中微塑料會產生的整體影響和程度。

### 水

#### 海洋
由於微塑料在人類日常生活用品中日漸普及，其對海洋生態系統產生的污染日益受到關注。微塑料是塑料珠，尺寸小於5毫米，常見於洗手液、洗面乳和其他去角質產品之中。當這些個人護理用品被使用後，微塑料會穿過只做初步污水處理廠的過濾系統，而後進入海洋。微塑料對海洋中生物（尤其是濾食性動物）有害，攝入之後會致病。由於微塑料的體積過小而難以清理，建議消費者以購買對環境安全的去角質產品為宜。
由於塑料受到廣泛的使用，因此微塑料在海洋中也普遍存在。例如，在沙灘和地表水，[海洋中的水柱和深海沉積物中均可發現微塑料。在許多其他類型的海洋顆粒中也有微塑料存在，例如死亡的生物（組織和保護殼）和一些土壤顆粒（被風吹入河流，而後流入海洋）。即使在全球最深的海域马里亚纳海沟也有大量微塑料沉积，甚至明显高于其他海底沉积物的含量。大洋区域的微塑料分布主要受到大洋环流和季风影响,已出现了多个范围较广的微塑料环流圈。
微塑料進入海洋後，其命運取決於自然驅動因素，例如風和表面洋流。電腦模型能夠追踪漂浮在海洋中的小塑料廢棄物（微塑料和中型微塑料），而預測它們最終將流往何處。
全球海水中微塑料的平均浓度在0.01-10个/m3。人类活动的沿海区域均发现有微塑料的广泛分布，特别是河口地带。

#### 冰芯
研究人員凱利等人（Kelly et al）在2009年從南極洲東部取樣的冰芯中發現有96種微塑料顆粒，屬於14種不同的聚合物 。在此之前，南極洲的地表水和沈積物以及北極海冰中都有塑料污染的記錄，但這次被認為是首次在南極海冰中發現有塑料污染。這些相對較大的顆粒顯示是來自當地的局部污染源。

#### 淡水
微塑料已廣泛在世界水生環境中被發現。首項關於淡水生態系統中微塑料的研究於2011年發表，在休倫湖沉積物樣本研究發現平均每平方米有37.8個顆粒。此外，同一研究也發現所有五大湖中均有微塑料，平均密度為43,000顆/升。在美國以外的北美州淡水生態系統中也檢測到微塑料。在加拿大，一項對溫尼伯湖為期三年的研究，發現平均微塑料密度為193,420顆/升。檢測到的微塑料都不是微片或是微珠，大多數是由較大顆粒、合成紡織品或大氣沉降物分解所產生的纖維。在研究過的淡水生態系統中發現的最高密度的微塑料是在萊茵河，為4,000顆/公斤。
大气中的微塑料大小在200-700 μm，能依靠风力远距传输，并沉降到各种水体中。通过大气传输的微塑料则会通过降雪进入高山和极地地区, 并在积雪中积累，从而有可能造成极地冰雪的加速升温和融化。

### 土壤
雖說很大部分的微塑料預計最終會進入土壤之中，但迄今除對水生環境內的土壤有過研究之外，其餘所做的卻很少。在濕地環境中，已發現微塑料密度與植被覆蓋和莖密度呈負相關的情況。有人猜測，由於水處理廠未能完全過濾掉所有洗衣機產生的微塑料纖維，這些微塑料可能最終是進入土壤。此外，蚯蚓、蟎蟲和跳蟲等食土性土壤動物可經由消化過程，把攝入的塑料碎片轉化為微塑料，而增加土壤中二次微塑料的數量。但仍需做進一步研究。有具體數據將有機廢料的使用與土壤中發現的合成纖維做聯繫，但大多數對土壤中塑料的研究僅報告其存在，並未提及來源或數量。使用對照研究，施用廢水污泥（生物固體）於土壤，數年後會發現有不完全精確數字的微纖維存在。

### 人體
微塑料已進入我們的食物、水甚至是呼吸的空氣中。據估計，人們每年會攝入超過50,000個塑料顆粒 - 如果把吸入列入考慮，數量會更多。亞利桑那州立大學的研究生進行的研究，發現每個人體組織中都有微塑料存在。於2022年3月發表的一項研究報告顯示在22份匿名血液樣本中，有80%存有微塑料，這表示微塑料可隨血液在人體內循環，而提出它們是否會進入大腦的問題。 在2020年12月，首次發生在未出生嬰兒的胎盤中發現微塑料顆粒的紀錄。2022年6月，首次出現在母乳中有微塑料顆粒的紀錄。
世界上最貧窮和最脆弱的人群受到塑膠污染的影響最大。這些人口中的一部分主要在非正規廢棄物部門工作和/或居住在露天垃圾場附近。

## 分离与分析
从介质中分离出微塑料一般需经过采样、预处理、浮选、过滤和消解这些步骤。水体中的微塑料常用拖网采集；土壤和沉积物中的微塑料采用金属器皿收集,大气中的微塑料多用气泵抽取或沉降收集。采集到微塑料后会先进行筛选，在进行浮选。然后将浮选出的上清液用滤膜进一步筛分。
对采集到的微塑料进行分析鉴定，一般采用目视法、光谱法和热分析法等。目视法是通过放大镜或显微镜观察微塑料的外观特征；光谱法主要进行聚合物成分鉴定分析, 包括快速大面积拉曼光谱成像、衰减全反射傅里叶红外光谱成像和焦平面阵列红外光谱成像等。

## 預防

### 治療
有研究人員提出焚燒塑料作為能源，稱其為能量回收。把塑料埋入垃圾掩埋場的做法無法減少塑料的數量，塑料回收被認為是種更有效的解決方案。
生物降解是另一種處理大量微塑料廢棄物的解決方案。利用微生物通過酶消耗和分解合成聚合物。處理過的塑料得以能源的形式使用，並在分解後作為碳源使用。這些微生物有可能被用於處理污水，而減少進入周圍環境的微塑料數量。 

### 過濾
暴雨雪水或污水收集系統可捕獲許多微塑料，當初這些微塑料隨污水被輸送到處理廠，捕獲的微塑料成為處理後污泥的一部分。而污泥通常用作農場肥料，即表示塑料會透過地表徑流再進入水道。 
2019年Google全球科學展的得獎者費昂·法利拉正在開發一種使用鐵磁流體的裝置，可去除水中微塑料顆粒。 

### 收集裝置
荷蘭非營利性環境工程組織海洋清理進行的計算機建模，顯示在靠近海岸放置收集裝置可把當地31%的微塑料清除。海洋清理在2018年9月9日推出世界上第一個海洋清理系統 - 001（又名“Wilson”），部署到太平洋垃圾帶所在。系統001長600米，猶如U形小艇，利用洋流把海洋表面的塑料和其他廢棄物集中到一個密閉區域，再由船隻撈起後運走。 這個項目受到海洋學家和塑料污染專家的批評，但得到廣泛的公眾支持。
此外，某些微生物（參見塑料生物圈#Degradation by microorganisms）已適應食用塑料，一些細菌物種經過基因改造後可食用某些類型的塑料。 微生物除用於降解微塑料外，還可從受污染的樣品中捕獲其上的生物薄膜基質中的微塑料，以更容易的方式去除此類污染物。還有生物薄膜中的微塑料可利用加工後的“釋放”機制，從薄膜擴散而釋放，促進微塑料的回收。

### 教育與回收
透過回收運動以加強教育是針對微塑料污染的另一種解決方案。雖然這是個規模較小的解決方案，但教育已被證明可減少亂扔垃圾，尤其是在塑料垃圾經常會大量聚集的城市中。加大回收力度後，會形成塑料使用和再利用的循環，減少廢物產生和新原材料的產量。為實現這一目標，各地需要圍繞著回收做更大的基礎建設和投資。有些人提倡改進回收技術以便能回收較小的塑料，減少生產新塑料的需求。

### 提高意識的行動

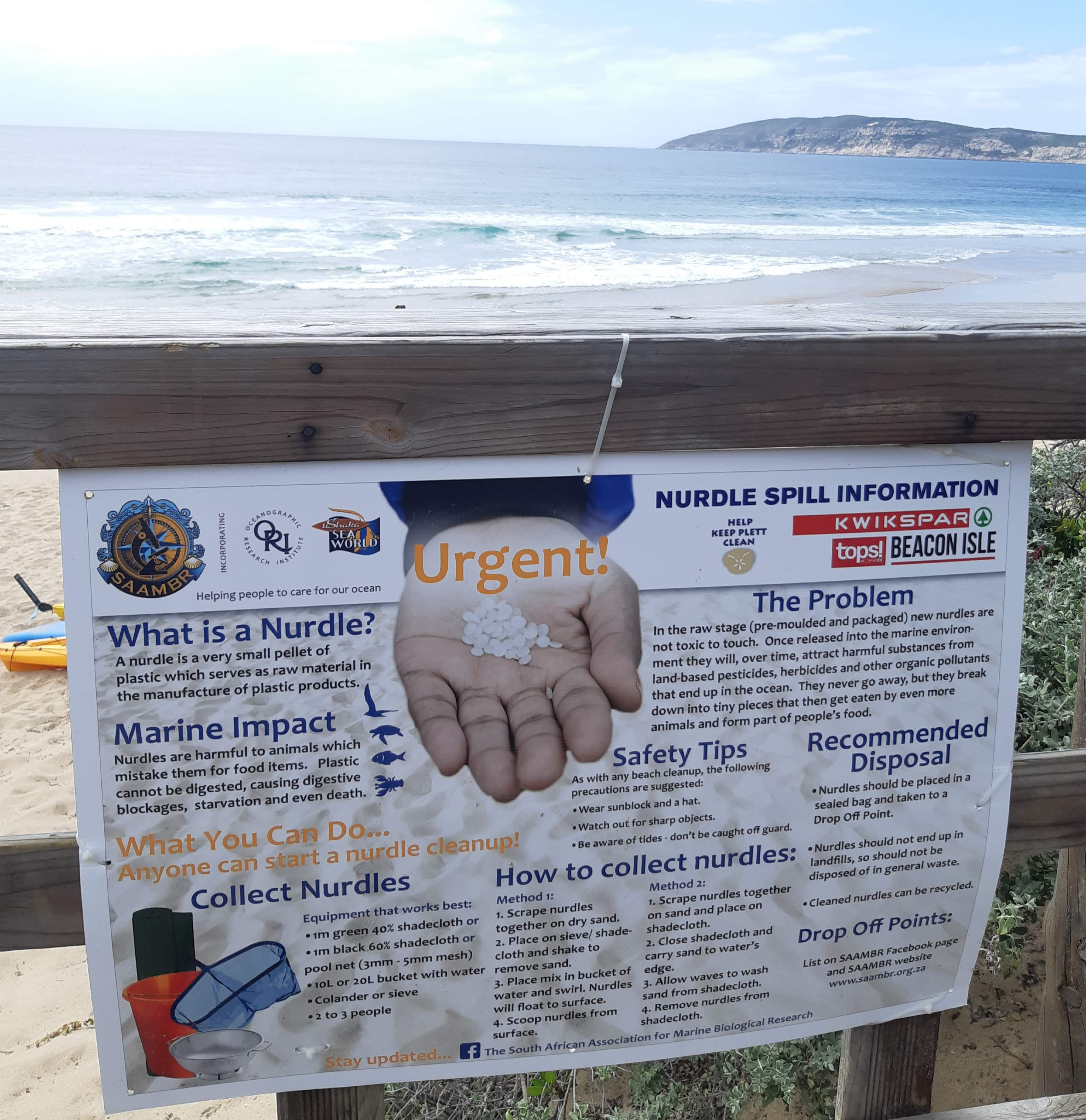
看板上的訊息，鼓勵大眾主動回收塑料顆粒，以減少對海岸的負面影響。

義大利藝術家Maria Cristina Finucci於2013年4月11日，為提高對此問題的意識，在聯合國教科文組織（UNESCO）和義大利環境部讚助下創立垃圾帶之國的跨媒體說故事傳播計畫。
美國環境保護局 (EPA) 於2013年發起“無垃圾水域”倡議，以防止一次性塑料廢棄物進入水道，而最終進入海洋。EPA與聯合國環境署所屬的加勒比區域單位 (UNEP-CEP) 及和平工作團合作，以減少和清除加勒比海的垃圾。EPA還資助舊金山灣區的多個項目，其中一項的目的在減少加利福尼亞大學三個校區一次性塑料製品（例如杯、勺和吸管）的使用。
此外還有許多組織提倡採取行動對抗微塑料，傳播對微塑料的警覺。目標為實現聯合國可持續發展目標14的全球宣傳也有所增加，希望到2025年時能防止和顯著減少所有形式的海洋污染。

### 經費
歐洲投資銀行、法國開發署和德國復興信貸銀行於2018年發起清潔海洋倡議（Clean Oceans Initiative）。這些組織的目標是在2023年之前提供高達20億歐元的貸款、贈款和技術援助，以開發項目，在水道污染抵達海洋之前即將之消除（重點為針對大型塑料和微塑料）。本項工作的重點是最大限度及有效減少塑料廢棄物和微塑料的出現，重點放在河流和沿海地區。
該倡議在2022年2月表示到2025年底，融資目標將提高到40億歐元。與此同時，歐洲復興開發銀行（EBRD）加入，成為此倡議的第六個成員。
到2022年初，倡議目標中有80%以上已經實現，其中16億歐元用於公共和私營部門計劃的長期融資，用以強化固體廢棄物、污水及暴雨雪水的管理，把塑料、微塑料和其他污染物的排放降至最低。

## 政策法規
在2016年召开的第二届联合国环境大会上，微塑料的污染被列入环境与生态科学研究领域的第二大科学问题。2017年，二十国集团汉堡峰会通过“二十国集团海洋垃圾行动计划”，将微塑料问题上升到了全球治理层面。
隨著人們越來越警覺到微塑料對環境的不利影響，相關團體也提倡從各種產品中去除和禁用微塑料。其中一項活動是“打敗柔珠”，重點是從個人護理用品中去除塑料。倡議組織Adventurers and Scientists for Conservation開展全球微塑料倡議，目的為收集水樣，提供更好的證據給科學家，以了解微塑料在環境中擴散的的狀況。UNESCO贊助研究和進行全球評估計劃，以處理會跨境影響的微塑料問題。這些環保組織將持續向製造商施壓，要求他們從產品中去除塑料，以維持健康的生態系統。

### 中國
中國於2018年禁止從其他國家進口可回收材料，迫使其他國家重新審視本身的回收計劃。 中國長江攜帶入海的塑膠垃圾佔全球河流中的55%。長江平均每平方公里攜帶有著50萬顆塑料（包括微塑料）入海。 《科學人》報導稱，傾倒在海洋中的塑膠，中國的佔比為30%。

### 美國
美國的有些州已採取行動以降低微塑料對環境的負面影響。伊利諾伊州是首個禁止化妝品中含有微塑料的州。歐巴馬總統在2015年12月28日在簽署並頒布《2015年水中無柔珠法》。這項法律禁止具有去角質功能的“沖洗型”化妝品，例如牙膏或洗面乳，但不適用於其他如家用清潔劑的產品。法案於2017年7月1日先在製造業方面生效，並在2018年7月1日引入或交付州際貿易方面生效。 加利福尼亞州在2020年6月16日採用“飲用水中的微塑料”定義，奠下長期研究其在污染和人類健康影響方面的基礎。
美國眾議院在2018年7月25日通過一項減少微塑料修正案。修正案屬於對抗海洋污染《拯救我們的海洋法案（Save Our Seas Act ）》的一部分，以支持NOAA的海洋廢棄物計劃（Marine Debris Program）。此修正案特別針對促進NOAA的五大湖源自陸地的海洋廢棄物行動計劃，以增強五大湖區域在塑料污染的測試、清理和教育工作。川普總統簽署重新授權和修正法案，於2018年10月11日生效。

### 日本
日本政府於2018年6月15日通過一項法案，以減少微塑料的產生和污染，尤其是對水生環境。 由環境省提議並由參議院一致通過，這是日本通過的首個專門針對減少微塑料生產的法案，特別是針對洗面乳和牙膏等個人護理用品行業。這項法律是根據以前立法修訂，法案側重於清除塑料海洋廢棄物，也側重於提高圍繞回收和塑料廢棄物的教育和公眾警覺。環境省還就監測海洋中微塑料數量的方法提出一些建議（2018年建議）。但立法並未具體提出針對那些繼續製造含微塑料商品者的處罰條例。 

### 歐盟
歐盟執行委員會已注意到人們越來越關注微塑料對環境的影響。2018年4月，歐盟委員會的首席科學顧問小組通過歐盟的科學建議機制委託，對微塑料污染的科學證據進行全面審查。審查由歐洲學術機構提名的工作組進行，並於2019年1月交付結果。一份基於SAPEA報告（SCIENCE ADVICE FOR POLICY
BY EUROPEAN ACADEMIES Report）的科學意見向執行委員會提出，委員會將根據資料決定是否應在歐盟層面上提出政策變化，以遏制微塑料污染。 
歐洲化學品管理局 (ECHA) 在2019年1月提議限制刻意添加的微塑料。
執行委員會的循環經濟行動計劃對關鍵產品（即塑料包裝）的回收和減廢提出強制性要求。行動計劃啟動限制在產品中添加微塑料。規定在產品生命週期各階段捕獲更多微塑料的措施。例如該計劃將審查目的在減少輪胎和紡織品釋放二次微塑料的各項政策。委員會計劃更新《城市污水處理指令》，以進一步解決微塑料廢棄物和其他污染問題，用以保護環境，免受工業和城市廢水排放之害。又臨時批准對歐盟飲用水指令的修訂，以確保定期監測飲用水中的微塑料。如果發現問題，指令要求各國必須提出解決方案。

### 英國
英國在2017年通過的環境保護（柔珠）條例，禁止生產任何含有柔珠的沖洗型個人護理用品（例如去角質產品）。這項特法規定不遵守者的具體處罰（將處以罰款）。如果不支付罰款，會收到停止生產通知，直到廠商符合規定為止。如果忽略停止生產通知，會遭刑事起訴。

### 資料來源
本条目包含了自由内容作品内的文本。 在Cc BY-SA 3.0 IGO下释出（许可证声明）: 《Drowning in Plastics – Marine Litter and Plastic Waste Vital Graphics》,   United Nations Environment Programme. 欲了解如何向维基百科条目内添加开放许可证文本，请见这里；欲知如何重用本站文字，请见使用条款。 

## 外部連結
- NOAA Marine Debris Program （页面存档备份，存于）
- Dunning, Brian. . Skeptoid. 2021-11-16  [2022-06-28].